# Сураж (Брянська область)

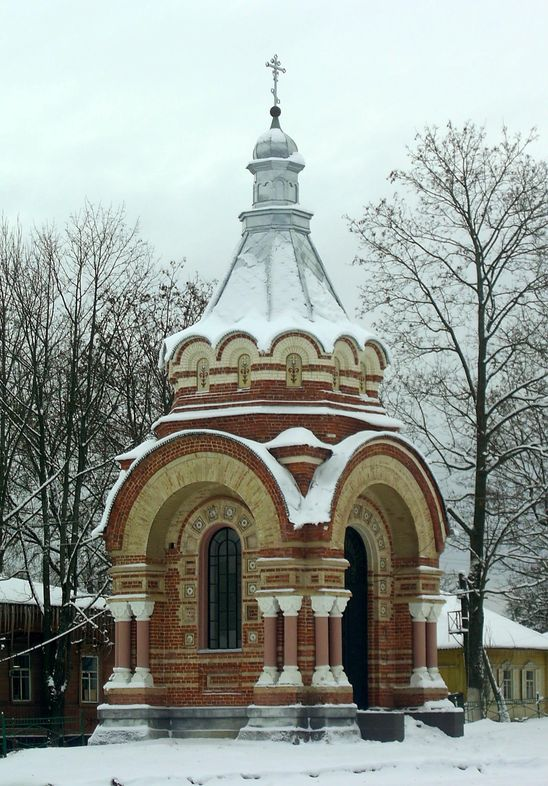
Каплиця-усипальниця Іскрицьких

Сура́ж (рос. Сураж) — місто в Російській Федерації, адміністративний центр Суразького району Брянської області. Знаходиться на території української історичної землі Стародубщина.

## Населення
| Рік  | Населення |
| ---- | --------- |
| 1926 | 5 800     |
| 1939 | 9 000     |
| 1959 | 8 500     |
| 1970 | 10 300    |
| 1989 | 12 600    |
| 2002 | 12 046    |
| 2008 | 11 758    |
| 2009 | 11 709    |

## Географія
Місто розташоване на річці Іпуть, лівій притоці Сожу, басейн Дніпра.

## Історія
Місто було засноване на початку XVII століття як село Суражичі. Належало Мглинській ратуші та входило до складу Мглинської сотні Стародубського полку української Гетьманщини. З 1781 року — повітове місто (під іменем Сураж-на-Іпуті) Новгород-Сіверського намісництва. Указом від 6 червня 1782-го року новоствореному місту було подаровано герб, на якому змальований кущ конопель у золотому полі. Через п'ятнадцять років Сураж уже був «заштатним містом» Малоросійської губернії, а з 1803-го став повітовим центром Чернігівщини. Попри те, що Суразький повіт налічував п'ятнадцять волостей та займав величезну територію з населенням у 150 тисяч осіб, він був найпівнічнішим та найбіднішим у Чернігівській губернії.

## Економіка
В місті працюють фабрики картонна та швейна, маслосироробний завод та хлібокомбінат.

## Відомі люди
- Бєльцова Олександра Митрофанівна (1892—1981)  — латвійська і радянська художниця.
- Клоччі Андрій Васильович (1905 —1972)  — український письменник, літературний критик.
- Рославець Микола Андрійович (1881 —1944) — український і російський композитор, скрипаль, музичний критик і громадський діяч.
- Шуб Есфір Іллічна (1894 —1959) — радянський кінорежисер, сценарист, кіномонтажер, кінознавець.